# Neena Schwartz
Neena Betty Schwartz (Baltimora, 10 dicembre 1926 – Evanston, 15 aprile 2018) è stata una fisiologa, sessuologa, attivista e endocrinologa statunitense e professoressa emerita di endocrinologia presso il Dipartimento di Neurobiologia della Northwestern University. Era nota soprattutto per i suoi studi sulla biologia della riproduzione femminile e sulla regolazione dei percorsi di segnalazione ormonale, in particolare per la scoperta dell'ormone di segnalazione inibina. Nata da una famiglia di origini russe che lei stessa ha descritto come politicamente attiva, Schwartz è stata un'attiva sostenitrice del femminismo e delle donne nella scienza durante tutta la sua carriera; è stata membro fondatore dell'organizzazione Association for Women in Science nel 1971 e ha condiviso la presidenza fondatrice con Judith Pool. Ha anche co-fondato il gruppo Women in Endocrinology sotto l'egida della Endocrine Society, ha ricoperto la carica di presidente della Endocrine Society e della Society for the Study of Reproduction ed è stata riconosciuta per la sua eccezionale attività di mentore delle donne scienziate. Nel 2010 ha pubblicato un libro di memorie sulla sua vita nella scienza, A Lab of My Own, in cui ha rivelato la propria omosessualità.

## Primi anni di vita e formazione
Ha conseguito la laurea presso il Goucher College (all'epoca un college femminile) nel 1948. Nonostante inizialmente fosse interessata all'inglese e al giornalismo, durante gli studi universitari sviluppò un interesse per la fisiologia e trascorse le estati conducendo ricerche universitarie con Curt Richter all'Università Johns Hopkins e, separatamente, al Jackson Laboratory di Bar Harbor, nel Maine.
Dopo la laurea, la dottoressa Schwartz iniziò gli studi universitari alla Northwestern University, dove conseguì il dottorato in fisiologia nel 1953 sotto la supervisione di Allen Lein. All'epoca era l'unica studentessa di dottorato del dipartimento.

## Carriera accademica
Nel 1954 Schwartz fu assunta come docente di fisiologia presso l'Università dell'Illinois College of Medicine, che lasciò un anno dopo per assumere un incarico presso il Michael Reese Hospital. Nel 1961 tornò all'Università dell'Illinois con ruolo di titolare, unica donna nel suo dipartimento. Nel 1973 si trasferì alla sua alma mater, la Northwestern University, diventando un anno dopo presidente del dipartimento di biologia della facoltà di medicina, carica che ricoprì per quattro anni. I Nel 1974 Schwartz organizzò la fondazione del Programma per la ricerca riproduttiva alla Northwestern, che nel 1987 sarebbe diventato il Centro per le scienze riproduttive con la Schwartz come direttrice.
È stata una delle pochissime donne che negli anni ‘60 hanno fatto parte dei comitati di programma dell’American Physiological Society, è stata la prima donna presidente della Society for the Study of Reproduction dal 1977 al 1978 e la seconda donna presidente della Endocrine Society dal 1982 al 1983.
La Schwartz si è ritirata dalla carriera accademica nel 1999.

## Ricerca
Il gruppo di ricerca della Schwartz studiò i meccanismi di feedback che autogovernano le vie di segnalazione ormonali nel ciclo riproduttivo femminile, utilizzando ratti come modello animale. Il suo lavoro recò un contributo fondamentale allo sviluppo della moderna comprensione dell'asse ipotalamo-ipofisi-surrene in endocrinologia e fu particolarmente significativo nella scoperta dell'ormone inibina.
Durante lo studio della secrezione delle gonadotropine da parte dell'ipofisi, la Schwartz e il suo gruppo di ricerca osservarono che i modelli allora dominanti del ciclo riproduttivo non spiegavano i cambiamenti osservati nei livelli dell'ormone luteinizzante e dell'ormone follicolo-stimolante in risposta all'ormone di rilascio delle gonadotropine. Anni prima, sulla base di studi condotti su animali maschi, era stata ipotizzata l'esistenza di un ormone aggiuntivo, chiamato inibina, potenzialmente secreto dai testicoli. L'intuizione chiave della Schwartz fu quella di indagare invece la secrezione dalle ovaie nei soggetti femminili. L'esistenza dell'inibina nel liquido follicolare ovarico fu confermata dal gruppo della Schwartz in collaborazione con Cornelia Channing a metà degli anni '70. L'inibina, che recita un ruolo nella segnalazione ormonale sia maschile che femminile, è stata caratterizzata molecolarmente a metà degli anni '80 come un dimero proteico. Da allora i livelli di inibina sono stati identificati come uno dei numerosi biomarcatori che possono essere utilizzati per lo screening della sindrome di Down nel feto attraverso l'analisi del sangue materno.

## Premi e riconoscimenti
La Schwartz ha conseguito il Williams Distinguished Service Award dalla Endocrine Society nel 1985 e il Carl Hartman Research Award dalla Society for the Study of Reproduction nel 1992.
È stata eletta membro dell'American Association for the Advancement of Science nel 1986 e dell'American Academy of Arts and Sciences nel 1992. Ha fatto parte del consiglio dell'American Association for the Advancement of Science dal 2000 al 2002 e nel 2002 ha conseguito il Mentor Award for Lifetime Achievement.
Neena ha inoltre conseguito i seguenti riconoscimenti: Northwestern Alumni Excellence in Teaching Award, Women in Endocrinology Mentor of the Year Award, Distinguished Educator Award dalla Endocrine Society, Northwestern School of Medicine alumni Merit Award e Pioneer in Reproductive Research Award.

## Attivismo
Negli anni '70 Schwartz si dedicò al movimento femminista. Fu membro fondatore dell'Associazione delle Donne nella Scienza (AWIS), che ricordava essere nata dopo aver incontrato altre scienziate frustrate dalla loro situazione durante un aperitivo organizzato dalla Federazione delle Società Americane di Biologia Sperimentale. Fu co-presidente fondatrice dell'AWIS insieme a Judith Pool, assumendo un ruolo principalmente esecutivo mentre la Pool si occupava della raccolta fondi. Tra i primi risultati degni di nota dell'AWIS, insieme ad altre organizzazioni di donne nella scienza, vi è l'avvio di una class action contro il National Institutes of Health per la scarsa rappresentanza delle donne nei comitati di revisione delle sovvenzioni del NIH. La causa fu ritirata dopo che Robert Marston, allora capo del NIH, si scontrò con i rappresentanti dei gruppi, tra cui la Schwartz, e si impegnò a nominare più donne.
Negli anni '70 è stata cofondatrice della Women in Endocrinology Society all'interno della Endocrine Society dopo aver scoperto la mancanza di rappresentanza femminile nei comitati organizzativi chiave della società. In seguito è stata presidente del gruppo dal 1990 al 1992.
Schwartz è stata una delle quaranta donne che esercitano professioni non tradizionali intervistate dalla regista e artista Michelle Citron per il suo film del 1983 What You Take for Granted.
In quanto scienziata del XX secolo, dovette affrontare microaggressioni e macroaggressioni. Nel 2010 ha scritto il libro di memorie A Lab of My Own, in cui racconta in dettaglio la sua esperienza di scienziata per dare visibilità alle sue esperienze. Al suo primo lavoro all'Università dell'Illinois, il presidente del dipartimento le chiese di versare il tè. Racconta le sue esperienze, i suoi successi e le sue difficoltà nella speranza di fornire insegnamenti e possibilità a una nuova generazione di scienziati e cittadini del mondo.

## Vita privata ed esperienza LGBTQ+
La Schwartz si definiva lesbica. Scoprì la sua sessualità da adolescente negli anni '40, ma tenne segreta la sua omosessualità durante la sua carriera scientifica e la rivelò pubblicamente nel 2010 nel suo libro di memorie, A Lab of My Own. Iniziò a scrivere il libro “perché nessuno aveva documentato il movimento femminista nella scienza” e concluse che rivelare la sua sessualità era necessario per raccontare la sua storia. Spera che il libro “fornisca ai giovani scienziati gay o ad altri professionisti una lezione sulle possibilità di successo e felicità senza tali divisioni nella loro vita”. Ha vissuto a Evanston, nell'Illinois, con la sua compagna di oltre 20 anni, Harriet Wadeson.